# Csokra kán

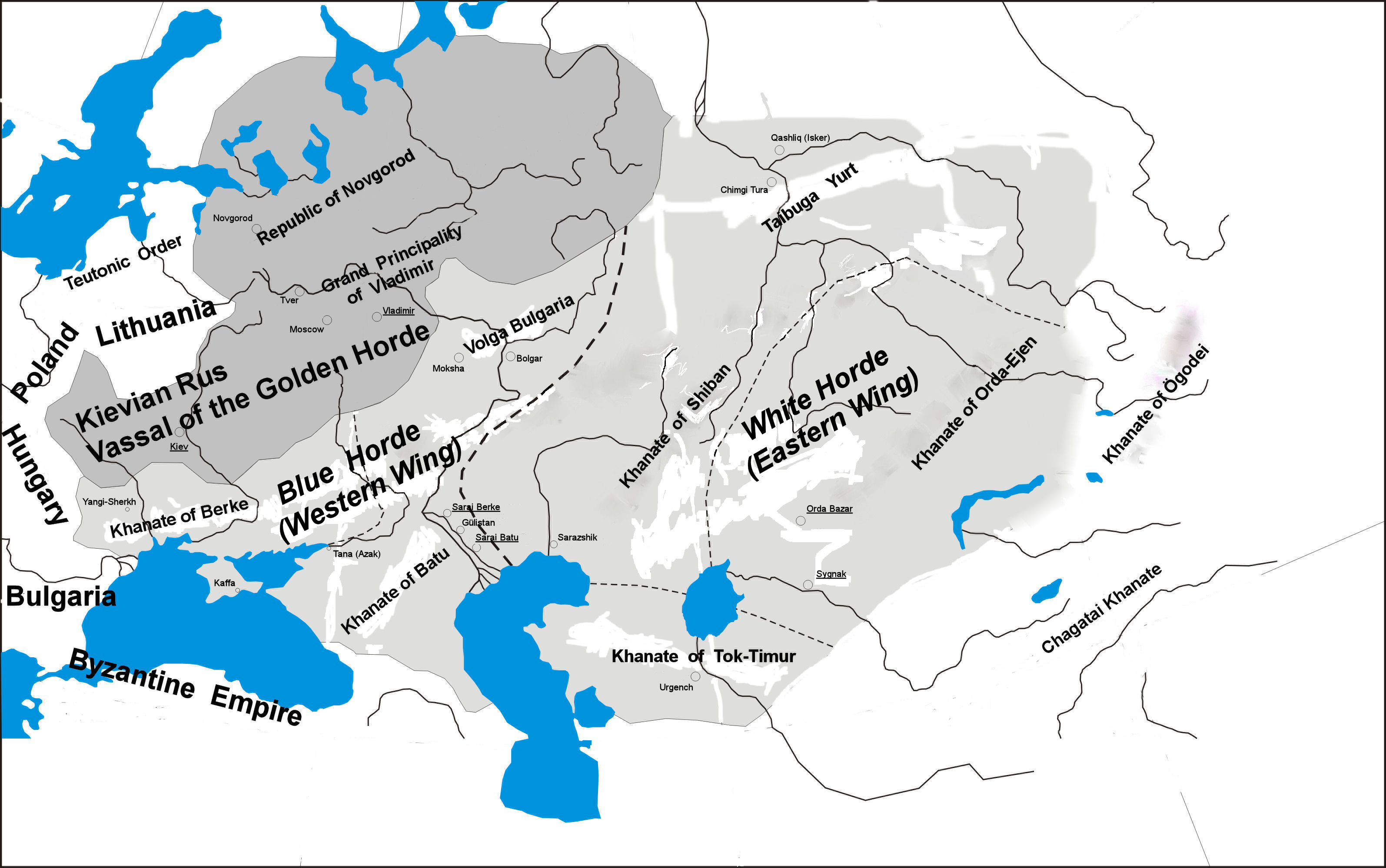
A tatár kánságok.

Csokra (meghalt: 1427?) a Szibériai Kánság és az Arany Horda kánja.
Csokra Batu kán testvérének, Toga Temürnek volt a leszármazottja, rokonsága az Arany Horda keleti részében, a Fehér Hordában uralkodott. Másod-unokatestvére volt Urusz kánnak, aki a Dzsocsi-ulusz mindkét részének uralkodója volt.
Csokra Timur Lenk udvarában élt. 1404-ben részt vett annak Kína elleni hadjáratában. 1405-ben is megemlítik, hogy jelen volt amikor Timur Lenk fogadta Toktamis kán követeit. Az Anonim Iszkander szerint "Csokra-oglan ... hosszú ideig élt Timur ordájában". Az ekkor a tatár udvarban élő Johannes Schiltberger bajor utazó szerint 1405-ben Csokra Timur Lenk unokájához, a Bagdadban uralkodó Abu Bakr-hoz költözött. Még ugyanebben az évben üzenetet kapott Edögej emírtől, aki az Arany Horda területlén a tényleges hatalmat birtokolta, hogy "térjen vissza a hazájába és foglalja el ott a trónt". Schiltberger is elkísérte Csokrát aki hatszáz lovassal indult Új-Szarajba, a Horda fővárosába. Edögej és Csokra közösen indított hadjáratot a Szibériai Kánság ellen, amelyet akkor Toktamis kán, Edögej régi ellensége irányított. 1406-ban legyőzték és megölték Toktamist, és helyette Csokra ült a Szibériai kánság trónjára. Ezután még közösen meghódoltatták a korábban az Arany Hordától függetlenedő Volgai Bolgáriát. Schiltberger volt az első, aki Európa számára elsőként említi könyvében a Szibéria nevet.
1410-ben Toktamis fiai megszerezték a hatalmat az Arany Hordában, de évekig tartó konfliktusban maradtak Edögejjel. A fivérek egymás között is marakodtak, 1414-re már a harmadik viselte a káni címet, elődeit valamelyik öccsük gyilkolta meg. Edögej ekkor újból szövetkezett Csokrával és hadaikat összegyűjtve Új-Szarajba vonultak. Kebek kán megütközött velük, de veszített és nyugatra menekült, litván szövetségeséhez. 
Abd-ur-Razzaq Samarqandi perzsa történetíró szerint Csokra 1417-ig uralkodott, ekkor csatát veszített egy újabb trónkövetelővel, Dervis kánnal szemben és meghalt. Más források szerint egy Mohammed-szultán nevű emír űzte el, aki Toktamis fiainak volt a híve és lehetséges hogy Csokra azonos egy bizonyos Berke kánnal és csak tíz évvel később, Olugh Mohammed kánnal harcolva vesztette életét.  

## Lásd még
- Az Arany Horda kánjainak listája
- Arany Horda kánok családfája

## Fordítás
- Ez a szócikk részben vagy egészben  a(z)   Чокре című orosz Wikipédia-szócikk ezen változatának fordításán alapul.  Az eredeti cikk szerkesztőit annak laptörténete sorolja fel. Ez a jelzés csupán a megfogalmazás eredetét és a szerzői jogokat jelzi, nem szolgál a cikkben szereplő információk forrásmegjelöléseként.